# Popillia nubeculosa
Popillia nubeculosa är en skalbaggsart som beskrevs av Ohaus 1897. Popillia nubeculosa ingår i släktet Popillia och familjen Rutelidae. Inga underarter finns listade i Catalogue of Life.